# Nazareth (groupe)
Pour les articles homonymes, voir Nazareth.
Nazareth est un groupe de hard rock écossais, originaire de Dunfermline, en Écosse. Il est fondé en 1968 à partir des membres du groupe de reprises The Shadettes. Au départ influencé par Led Zeppelin, Black Sabbath et Deep Purple, le groupe a ensuite développé un style propre.
Il est, avec les Simple Minds et Franz Ferdinand, le groupe écossais le plus connu internationalement, et est toujours en activité après 55 ans d'existence.

## Biographie

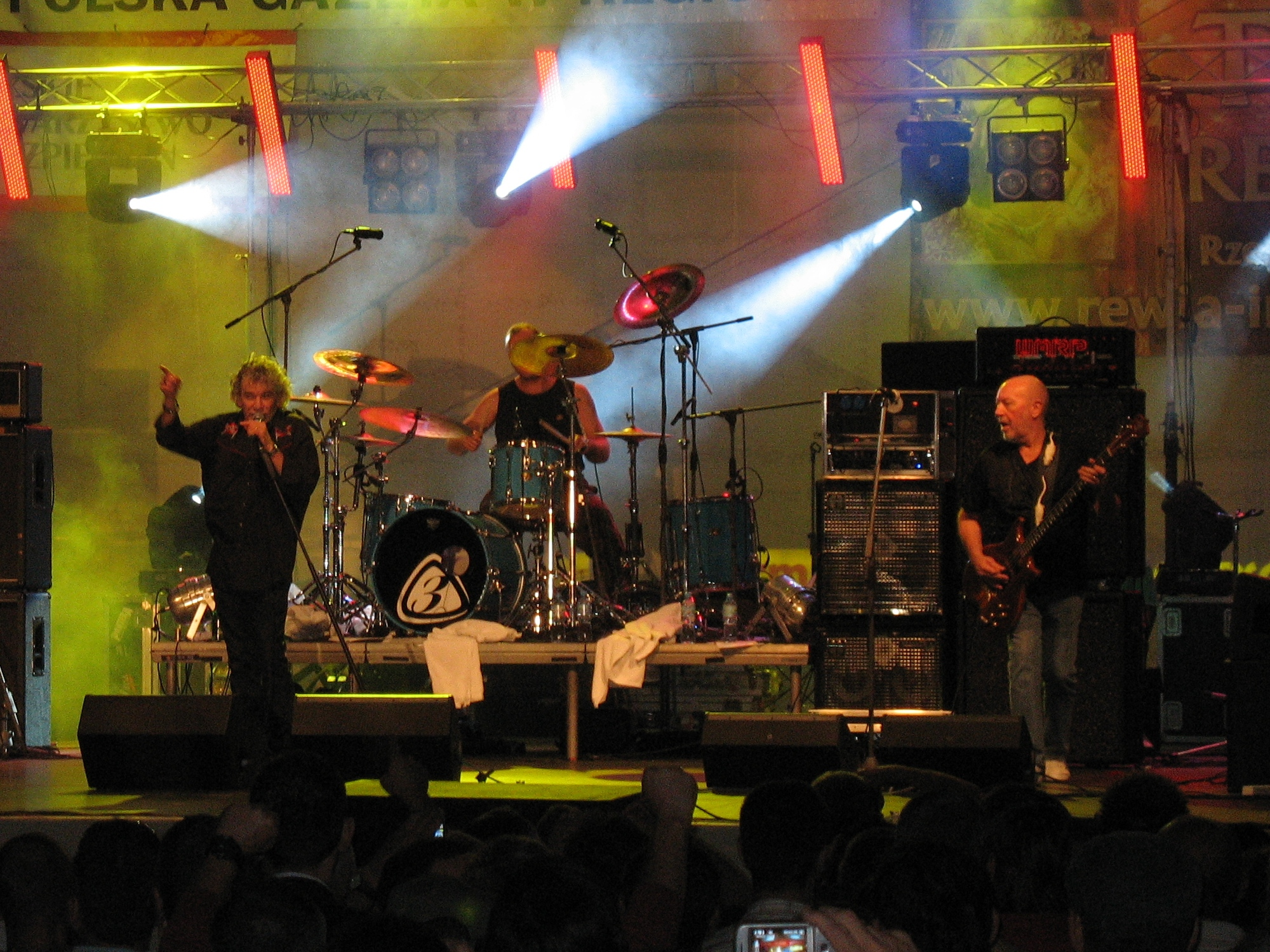
Le groupe en concert en septembre 2009.

Nazareth est fondé en décembre 1968 à Dunfermline (Écosse) à partir d'un groupe semi-professionnel de reprises qui fait la tournée des pubs depuis 1961 (The Shadettes), par le chanteur Dan McCafferty, le guitariste Manny Charlton (ex-Mark V et The Red Hawks), le bassiste Pete Agnew, le batteur Darrell Sweet, qui s'inspirent des Beatles et des Rolling Stones. Le groupe tire son nom de Nazareth en Pennsylvanie, citée à la première ligne de la chanson The Weight de The Band (I pulled into Nazareth / Was feelin' about half past dead...).
En 1970, le groupe s'installe à Londres, en Angleterre, et sort en 1971 son premier album, Nazareth, suivi en 1972 de Exercises et de Razamanaz début 1973. Produit par Roger Glover, ce dernier album offre au groupe deux hits dans les charts britanniques, Broken Down Angel et Bad Bad Boy. L'album suivant, Loud 'n' Proud, paru fin 1973, contient un autre single avec la reprise hard rock du titre de Joni Mitchell This Flight Tonight. En 1974 sort Rampant, troisième et dernier album produit par Roger Glover, d'où aucun single n'est issu. Une reprise du groupe Tomorrow, qui n'est présente dans aucun album, My White Bicycle, entre cependant dans le Top 20 anglais en 1975.
Hair of the Dog sort en 1975. Le titre éponyme de cet album (connu également sous le titre Son of a Bitch, d'une phrase du refrain) est largement diffusé par les radios dans les années 1970. La version américaine de l'album inclut une chanson initialement enregistrée par The Everly Brothers, et également reprise par Roy Orbison, la ballade Love Hurts, le plus important succès du groupe au Royaume-Uni et aux États-Unis où il entre dans le Top 10. Il restera d'ailleurs 60 semaines dans les charts norvégiens. Le titre original devient également un des titres phares de l'épisode Grand Theft Auto IV: The Lost and Damned.
En 1979, un second guitariste, Zal Cleminson, rejoint la formation. Celui-ci reste pour deux albums, No Mean City (1979) et Malice In Wonderland (1980) d'où est extrait le single Holiday, et contribue à de nombreuses compositions. En 1981, le groupe participe à la bande son du film Heavy Metal avec la chanson Crazy (A Suitable Case for Treatment).
Plusieurs formations de Nazareth continuent à faire des albums en studio et des tournées dans les années 1980 et 1990. En 1999, pendant la tournée américaine, le batteur d'origine, Darrell Sweet, meurt à 51 ans d'une crise cardiaque. Il est remplacé par Lee Agnew, le fils du bassiste Pete Agnew, pour les albums ultérieurs du groupe.
En février 2008, un nouvel album, Newz, est publié sur le label Edel Entertainment. La sortie de l'album coïncide avec la tournée du quarantième anniversaire de Nazareth. En 2011, Nazareth sort Big Dogz, toujours chez Edel. Cet album propose un CD studio et un CD live unplugged. Dans la foulée, le groupe entame une nouvelle tournée en Europe et au Canada.
En 2014, après la sortie de l'album Rock 'n' Roll Telephone, Dan McCafferty annonce qu'il souffre d'une broncho-pneumopathie chronique obstructive et qu'il n'est plus en mesure de chanter sur scène dans ces conditions, il doit donc céder sa place à un autre chanteur en concerts, mais il restera avec le groupe sur les albums studio ; il est remplacé pour la tournée par Linton Osborne. Pour la tournée 2016, Carl Sentance remplace ce dernier au chant.

## Membres

### Membres actuels
- Pete Agnew – basse, chœurs (depuis 1968)
- Jimmy Murrison – guitare (depuis 1994)
- Lee Agnew – batterie, chœurs (depuis 1999)
- Carl Sentance – chant (depuis 2015)

### Anciens membres
- Dan McCafferty – chant (1968-2014, décédé en 2022)
- Darrell Sweet – batterie, chœurs (1968–1999, décédé en 1999)
- Manny Charlton – guitares (1968–1990, décédé en 2022)
- Zal Cleminson – guitares (1978–1980)
- Billy Rankin – guitares (1980–1983, 1990–1994)
- John Locke – claviers (1980–1982, décédé en 2006)
- Ronnie Leahy – claviers (1994–2002)
- Linton Osborne – chant (2014–2015)

## Discographie

### Albums studio
- 1971 - Nazareth
- 1972 - Exercises
- 1973 - Razamanaz
- 1973 - Loud 'n' Proud
- 1974 - Rampant
- 1975 - Hair of the Dog
- 1976 - Close Enough for Rock'n'Roll
- 1976 - Play'n' the Game
- 1977 - Expect No Mercy
- 1979 - No Mean City
- 1980 - Malice In Wonderland
- 1981 - The Fool Circle
- 1982 - 2XS
- 1983 - Sound Elixir
- 1984 - The Catch
- 1986 - Cinema
- 1989 - Snakes 'n' Ladders
- 1991 - No Jive
- 1994 - Move Me
- 1998 - Boogaloo
- 2008 - The Newz
- 2011 - Big Dogz
- 2014 - Rock 'n' Roll Telephone
- 2018 - Tattooed on My Brain
- 2022 - Surviving the Law

### Albums live
- 1973 - BBC Radio 1 Live in Concert
- 1981 - IT'SNAZ
- 1998 - Live at the Beeb
- 2001 - Back to the Trenches
- 2002 - Homecoming
- 2003 - Alive and Kicking
- 2004 - The River Sessions Live 1981
- 2007 - Live in Brazil
- 2008 - Hair of the Dog Live

### Compilations
- 1975 - Greatest Hits
- 1976 - Hot Tracks
- 1987 - Classics volume 16
- 1989 - The Ballad Album
- 1993 - From the Vaults
- 1994 - Anthology
- 1996 - The Best of Nazareth
- 1998 - Greatest Hits Volume II
- 2002 - Nazology
- 2002 - The Ballads
- 2004 - Maximum XS - The Essential Nazareth
- 2005 - Complete Singles Collection
- 2005 - The Solid Gold Collection
- 2006 - The Very Best of Nazareth
- 2009 - The Anthology
- 2011 - The Naz Box

### Singles
- Dear John / Friends (1972)
- Dear John / Fat Man (1972)
- Morning Dew (1972)
- If You See My Baby / Hard Living (1972)
- Hard Living / Spinning Top (1972)
- Bad Bad Boy / Broken Down Angel (1973)
- Broken Down Angel / Witchdoctor Woman (1973)
- Broken Down Angel / Woke Up This Morning (1973)
- This Flight Tonight / Bad Bad Boy (1973)
- This Flight Tonight / Called Her Name (1973)
- This Flight Tonight / Go Down Fighting (1973)
- Shanghai'd In Shanghai / Sunshine
- Shanghai'd In Shanghai / Love, Now You're Gone
- Glad When You're Gone / Light My Way
- Love Hurts / Down (1974)
- Hair Of Dog / Guilty / Beggar's Day / Rose In The Heather (1975)
- Holy Roller / Railroad Boy (1975)
- My White Bicycle / Miss Misery (1975)
- Love Hurts / Hair Of The Dog (1975)
- My White Bicycle / Too Bad, Too Sad (1975)
- Carry Out Feelings (1976)
- I Don't Want To Go On Without You / L.A. Girls (1976)
- I Don't Want To Go On Without You / Good Love (1976)
- Gone Dead Train / Greens / Desolation Road (1977)
- Place In Your Heart / Kentucky Fried Blues (1977)
- May The Sunshine / Expect No Mercy (1978)
- Holiday / Ship Of Dreams (1980)
- Big Boy / Turning A New Leaf (1980)
- Holiday / Talkin' About Love (1980)
- Morgantau (1981)
- Dressed To Kill (1981)
- Moonlight Eyes (1981)
- Let Me Be Your Leader / Little Part Of You (1981)
- Love Hurts (live) / Holiday (live) (1981)
- Morning Dew '81 / Love Hurts (live) (1981)
- Love Leads To Madness / Take The Rap (1982)
- Dream On / Juicy Lucy (1982)
- Where Are You Now / On The Run (1983)
- Ruby Tuesday / Do You Think About It (1984)
- Party Down (1984)
- Piece Of My Heart (1989)
- Tell Me That You Love Me (1991)
- Every Time It Rains (1991)

### DVD
- Homecoming (2002)
- From the Beginning
- Naza live
- Live From Classic T Stage (2005)